# Bhaca
Bhaca, eller som de själva kallar sig, amaBhaca, är ett bantufolk som bor i Sydafrika. Bhaca kallas även ukuBhaca vilket kommer från ordet ukuchaza vilket ungefär betyder ärransikte. Detta syftar på en rit där man ibland ärrar ansiktet under vissa sjukdomar, till exempel vid huvudvärk. Denna rit är unik för Bhaca som även har många andra unika traditioner. Bhacas språk kallas isiBhaca och är en blandning av xhosa, zulu och siswati.
Bhacas kom till Östra Kapprovinsen som en av de sista stammarna i början av 1800-talet under Shaka Zulus expansionskrig, men de anser sig inte vara hemlösa flyktingar som till exempel Mfengu. De bor i dag i huvudsak i och kring Mount Frere i området som var Transkei, men finns även på andra håll i Sydafrika och även i andra länder till exempel Zimbabwe.
Bhaca har en unik kultur skild från stammarna som bebott Östra Kapprovinsen längre, till exempel Xhosa.

## Historia

### Första landet
Bhacas historia före år 1800 bygger enbart på berättelser då inga skrivna källor finns. I en bok kallad Bhaca Society av W.D Hammond-Tooke (Publicerad 1962, Oxford University Press, Cape Town, New York), anges att  Bhacas första kung var Lufulwenja som dog år 1734. Vidare skriver han att folkgruppen då bodde i gränstrakten av nuvarande provinsen Mpumalanga i Sydafrika och Swaziland. Bhaca hette på den tiden amaZelemu.

### Andra landet
Mellan åren 1734 och 1800 drev amaZelemu sin boskap genom KwaZulu-Natal, som var befolkat av många andra stammar, men som de undvek genom att hålla sig i skogen. Andra stammar gjorde samma sak, drev sin boskap igenom Kwazulu-Natal men försökte göra det obemärkt. AmaZelemu hade sällskap av en annan stam, amaWushe, som var nära släktingar och större och bestod av tre klaner. Runt år 1800 kom de till floden Mngeni nära dagens Durban där båda stammarna stannade och levde tillsammans i sämja.

### Tredje landet
Efter att ha blivit attackerade av Shaka Zulus krigare flydde amaZelemu och amaWushe till floden Mzimkhulu nära gränsen till nuvarande Östra Kapprovinsen tillsammans med ytterligare en stam; amaChunu. Vid Mzimkhulu spred amaWushe och amaZelemu ut sig och började trakassera andra stammar som kom flyende från Shaka Zulu i KwaZulu-Natal som de försökte hejda och plundra. Ett av dessa slag gick däremot inte så bra, både amaWushe och AmaZelemu förlorade medlemmar varav några dog och flera AmaZelemu deserterade till stammen Khalimeshe som leddes av kung Madzikane och som kallas kungarnas kung. Bhaca ser Madzikane som sin kung.
Madzikane hade professionella tränade krigare av Zulu-modell och amaZelemu var nu enade, starka och fruktansvärda under sin nya kung. Detta tros ha irriterat Shaka Zulu som tyckte att de härmade honom, för han planerade tillsammans med sina närmaste att mörda Madzikane. Madzikane flydde år 1821 samma väg som amaChunu tidigare gjort.
Under tiden hade kvarvarande klaner av amaWushe jagat iväg stammarna amaVundla och amaNtunzela och tagit deras boskap.

### Fjärde landet
Madizikane slöt upp med amaWushe och tillsammans anföll de amaMpondomise och tog deras boskap. AmaMpondomise bodde då vid Mount Ayliff, bara någon kilometer in i Östra Kapprovinsen från KwaZulu-Natal sett. Madzikane och amaWushe jagade amaMpondomise nästan åtta mil sydväst, men vid dagens stad Tsolo blev amaWushes kung Nondzaba dödad. Platsen där han dog heter än i dag Nondzaba.
Då avbröt Madzikane jakten och drog sig tillbaka till trakten av Mount Frere, (drygt fem mil in i Östra Kapprovinsen från Kwazulu-Natal sett) och anlade här sin stora plats. AmaBhaca tog alltså med våld amaMpondomises land.
År 1830 försökte Shaka Zulu på nytt mörda Madzikane, amaBhacas kung, men Madzikane blev varnad. Madzikane gömde kvinnor, barn och boskap och gjorde sig beredd på anfallet. Det måste ha varit kalla nätter för många zulukrigare frös ihjäl innan de lyckats besegra Madzikane och de som överlevde retirerade sakta hem igen. Platsen för sammandrabbningen kallas eZintsizweni.
Madzikane var även medicinman och zulukrigarnas död sågs som ett prov på hans magi. Madzikane lär ha sagt när han fick höra Shaka Zulus planer: ”Umkhosi kaZulu mina ngowushaya ngesandla esisodwa” vilket betyder ungefär; ”Jag skall besegra zulukrigarna med en hand”. Legenden säger att Madzikane gjorde en stor eld och förvandlade röken till frost.

### Femte landet
Madzikane dog år 1834. Man tror att han dödades av amaTembukrigare när han försökte stjäla deras boskap. Madzikanes arvtagare, Madutyane, var för ung att bli kung så hans halvbror Ncaphayi regerade Bhaca i hans ställe. År 1835 flyttade Bhaca till Pondoland som styrdes av amaMpondokungen Faku men man vet inte varför Bhaca flyttade.
År 1840 var det träta mellan Bhaca och amaMpondo och man stal ideligen boskap av varandra. Ibland försökte vita kolonisatörer eller missionärer medla. Det berättas att en ung Bhacaman blev dödad när han kom för att hämta boskap som Bhaca skulle ha som betalning och det berättas också att Bhaca inte ville underkasta sig Faku trots att de bebodde hans land. Bhaca attackerade amaMpondo år 1844 men Bhacakungen blev dödad och Bhaca flydde.

### Sjätte länderna, amaBhaca delas, förlorar sitt land och sin självständighet
Därefter delades Bhaca i två klaner;
- en huvudklan, man tror under Madutyanes äldre bror Nomtsheketshe och som flyttade till Griqualand på andra sidan gränsen mot KwaZulu-Natal. KwaZulu-Natal var redan under den brittiske guvernören Adam Koks styre och det dröjde inte länge innan Bhaca tröttnade på det och flyttade tillbaka till Pondoland.
- en klan under Ncaphayis arvtagare Makhawula, Makhawulas familjeförhållande till Ncaphayi är inte känt, men han var för ung så Diko regerade först i hans ställe tillsammans med Ncaphayis hustru MamJucu. MamJucu hade smeknamnet Ngunkom'inamasende för hon hade muskulösa axlar och var tuff och stark som en man. Denna gren flyttade till en plats nära där Madizikane hade haft sin stora plats. Mellan 5 000 och 8 000 amaMpondo anföll i början av augusti 1866 och amaBhaka flydde först varvid amaMpondo avancerade och tog Bhacas boskap och de kom ända fram till Makhawulas stora plats. Bhaca vände då oväntat på foten och gick till motanfall som fick amaMpondo att retirera. Bhaca jagade amaMpondo i en och en halv mil. När amaMpondo kom till missionärsstationen vid Osborn som öppnade de eld och mejade ner amaMpondo.[1] Makhawula lyckades senare sluta fred med amaMpondo.
- Under tiden hade området år 1847 annekterats av Brittiska Kaffraria för att sedan 1866 slås samman med Kapkolonin, för att 1910 bli en del av Sydafrikanska unionen. År 1962 blev landet en del av Östra Kapprovinsen i Republiken Sydafrika.

### Sjunde landet, amaBhaca enas
Makhawula lyckades få landet vid Mount Frere av Kapprovinsen, dit huvudklanen flyttade under kung Nomtsheketshe. Därefter slogs Makhawulas och Nomtsheketshes söner om ledarskapet över Bhaca. Nomtsheketshes son Rholobhile vann striden och blev kung över Bhaca.

## Traditioner

### Initiering till man och kvinna
Inom Bhaca är det endast flickorna som har en initieringsrit till kvinna. Inom Bantufolken är det vanliga att det finns motsvarande riter, som inom stammen Xhosa, det vill säga att det finns riter för både pojkar och flickor.
Enligt historikern W.D. Hammond var männen vanligen omskurna när Bhaca kom till Östra Kapprovinsen i början på 1800-talet, men numera är detta inte vanligt förekommande bland Bhaca. Ett tecken på att en pojke blir man är när han åker till Johannesburg för att söka arbete. Ett annat sätt att se att det är en man är att han bär vit skjorta och strukna byxor.

### Giftermål
En man får inte gifta sig med en kvinna från samma stam som hans far eller mor och flickan måste ha ett annat efternamn än dem. En statistik gjordes en gång som visade att amaHlubi var vanligaste partnern för giftermål följt av amaXesibe, amaMpondo, amaMpondomise och amaZulu i nämnd ordning.
Det finns tre typer av bröllop: 
- västerländska kyrkbröllop
- ukugcagca (används när brudparet älskar varann)
- ukuthwala (används när brudparet inte känner eller älskar varann)

Ett inte ovanligt sätt för en man att skaffa sig en hustru är att våldta en flicka. Om hon blir gravid förstår hennes föräldrar att det är nödvändigt att hon gifter sig med honom. Det förekommer även gruppvåldtäkter, som är så vanliga att ingen bryr sig om att flickan skriker. Männen förstår ofta inte varför hon skriker och inte är glad och menar att hon borde se våldtäkten som en ära.  
Det berättas om en incident när en förbipasserande bilist fick se en grupp unga män som såg ut som om de höll på att döda en hund. Flickan skrek i högan sky så högt hon kunde, så bilisten stannade och chockad undrade vad som pågick. De unga männen sprang därifrån så fort de kunde. Då sprang flickan fram till bilisten och skrek att han inte skulle lägga sig i det han inte begrep eller angick honom.
Om en flicka blir bortrövad kan det hända att hennes far blir arg och börjar slåss och kräva sin dotter tillbaka. Den unge mannen måste då lämna tillbaka flickan tillsammans med en ko. Kon slaktas med detsamma för det anses att det måste vara en otursam ko.

### Kvinnor
En Bhacakvinna skiljer sig från andra stammars kvinnor genom att hon inte färgar sina kläder med ockra utan i stället färgar håret och bär unika frisyrer med flätor och stora huvudbonader. När hon är hemma går hon oftast med bara bröst men om hon skall visa sig offentligt sveper hon in sig i ett tyg som räcker från armvecken till anklarna.
När hon är gravid i ungefär sjätte månaden –  speciellt om det är första barnet – så får hon en medicin att ha med sig i badet, och en växt som hon vattnar för att barnet skall växa lugnt och fint. Dessa tillbehör får hon av sin make, svärmor eller någon annan i familjen där hon är ingift. Svärföräldrarna håller medicinen framför henne och hon måste lova att hon inte haft samlag med någon annan man och att hon inte har haft mardrömmar. Om hon då ljuger så blir hennes barn sjukt eller så får hon en svår förlossning.
Traditionen bjuder att hon föder sitt första barn i sin egen mors hus och barnets efterföljande syskon i deras fars hus. När hon föder får inte svärmodern vistas i rummet, det tros ge problem vid födseln. Om födseln tar lång tid och är särskilt smärtsam, kan hennes svärfar fösa boskap nära rummet där hon är, och om då en av kossorna urinerar är det ett tecken på att förfäderna är arga och då måste hennes svärmor omedelbart tala med förfäderna. Om heller inte det hjälper tillkallas medicinmannen som kan ge rådet att slakta en get vars lungor, hjärta och blod sedan offras till förfäderna.
När barnet är fött är alla upprymda och kvinnorna skriker och tackar förfäderna. Navelsträngen klipps inte med något vasst utan med vass och gnuggas sedan av kvinnans svärmoder i marken för att barnet skall växa bra. Sedan lindas navelsträngen in i en bit tyg och grävs ned bakom huset.
Sedan vilar modern i åtta dagar om barnet blev en gosse och i sex dagar om det blev en flicka. Män får inte besöka henne medan hon vilar.

### Djurhållning
Traditionellt höll Bhaca vanligtvis nötkreatur och get, men även får, gris och häst. De tycker om att jaga vilda djur som flodhäst, lejoninnor, schakaler, kaniner och fåglar. De jagar med spjut och hundar, men skjutvapen är inte tillåtet. De tycker inte om att fiska eftersom de ser fisk som en slags orm.